# Garcia parviflora
Garcia parviflora är en törelväxtart som beskrevs av Cyrus Longworth Lundell. Garcia parviflora ingår i släktet Garcia och familjen törelväxter. Inga underarter finns listade i Catalogue of Life.